# Chiesa di Santa Maria de' Centurelli
La chiesa di Santa Maria de' Centurelli (o Santa Maria dei Cintorelli) è un monumento nazionale che si trova nel comune di Caporciano, in provincia dell'Aquila.

## Storia

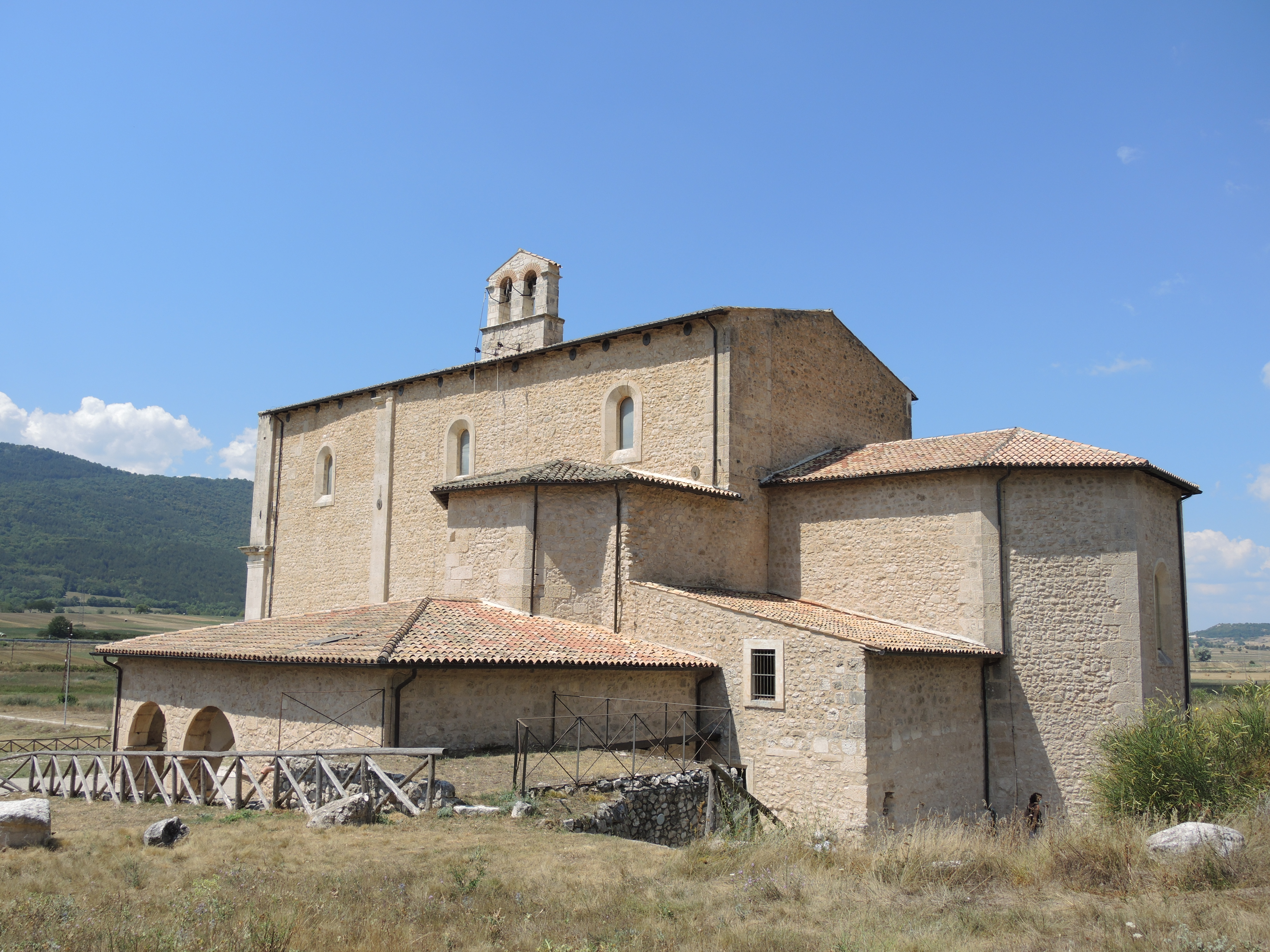
Fianco destro ed abside

La chiesa si trova nella biforcazione del tratturo L'Aquila-Foggia con il tratturo Centurelle-Montesecco, rendendola una struttura strategica nel periodo in cui la transumanza aveva un ruolo fondamentale nell'economia del meridione d'Italia.
La chiesa attuale fu edificata sui resti della chiesa di Santa Maria in Coronula dei Frati della Cintura, risalente all'anno mille. Il nome della chiesa subì nel tempo molte variazioni, tra le quali Coronella, Centorella, Scientorella, Scientorelli, Centorellis, Incerulae e Cintorelli. La dicitura corretta attuale è quella di Centurelli.
Secondo la tradizione, la costruzione dell'attuale chiesa fu iniziata a seguito di un miracolo avvenuto nel 1502, per essere completata nel 1561. Nella metà del Cinquecento, la giurisdizione vescovile e parrocchiale su Caporciano era esercitata dalla Congregazione dei Celestini, che nel 1560 stipulò una convenzione con i Deputati della fabbrica di San Pietro in Roma per le rendite e le elemosine della chiesa, venendo autorizzata ad apporre gli stemmi dell'ordine sulla facciata, sul portale d'ingresso e sull'altare maggiore.
Con il decadere dell'importanza della transumanza sul finire dell'Ottocento, anche la chiesa si avviò ad un progressivo degrado, tanto che nel 1877, in occasione dell'ultima visita pastorale di monsignor Luigi Filippi, la chiesa risultava già in abbandono e fu poi interdetta al culto una prima volta il 25 luglio 1905 e poi definitivamente il 19 aprile 1935.
Attualmente la chiesa è di proprietà del Comune di Caporciano.

## Esterno

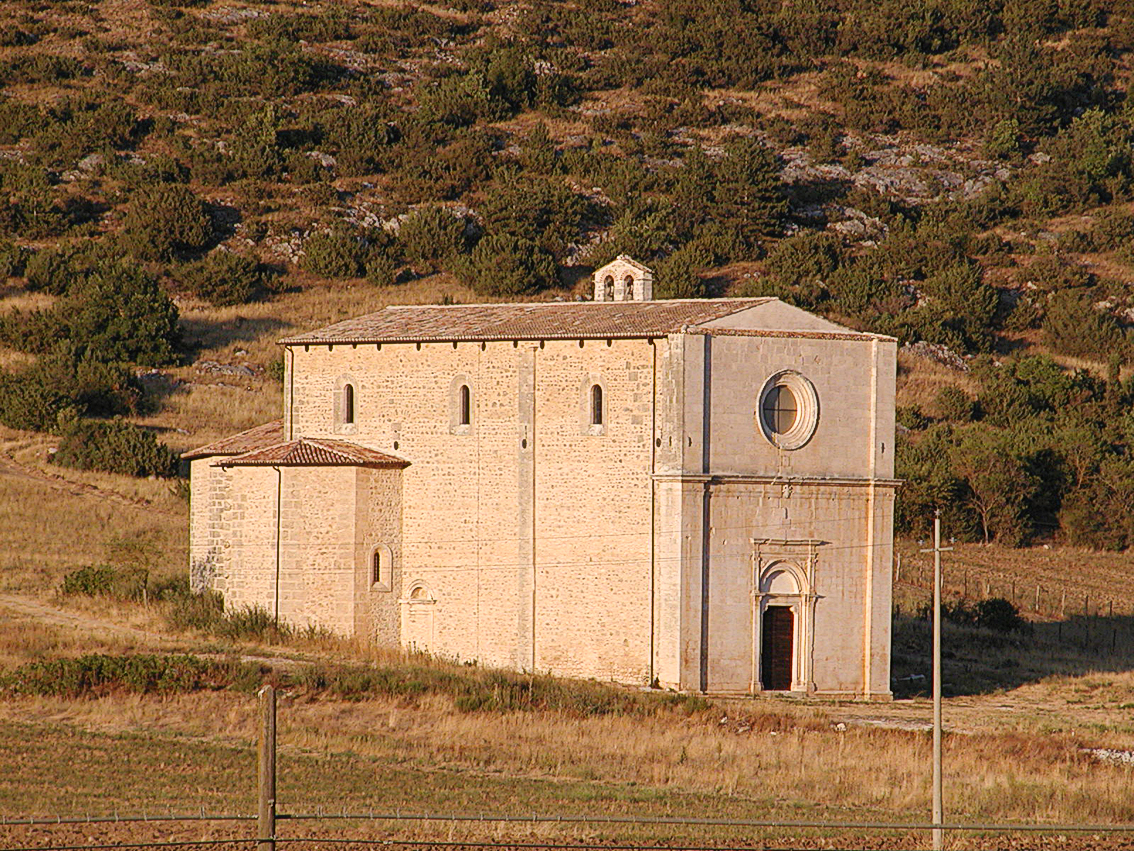
Fianco sinistro

La chiesa presenta una facciata estremamente semplice in stile rinascimentale, con delle lesene che sorreggono una cornice che ne separa il portale dal rosone. Il portale fu realizzato nel 1558, come testimoniato da un'iscrizione presente su di esso, ed è caratterizzato da lesene che sorreggono un architrave sormontato modanato da una lunetta.
Il fianco sinistro è molto semplice, terminando con la cappella del transetto presentando con un portale simile a quello della facciata.
Anche sul fianco destro è presente la cappella del transetto, con un secondo portale simile a quello del fianco sinistro, ma alla cappella è poi connesso un porticato caratterizzato da grossi pilastri squadrati che sorreggono archi a tutto sesto, presumibilmente sfruttato come rifugio dai pastori che transitavano sul tratturo.
Nella parte alta di ciascun fianco della chiesa sono presenti tre monofore che danno luce all'interno.
L'abside è a forma poligonale, anche qui con una monofora per illuminare l'interno.

## Interno

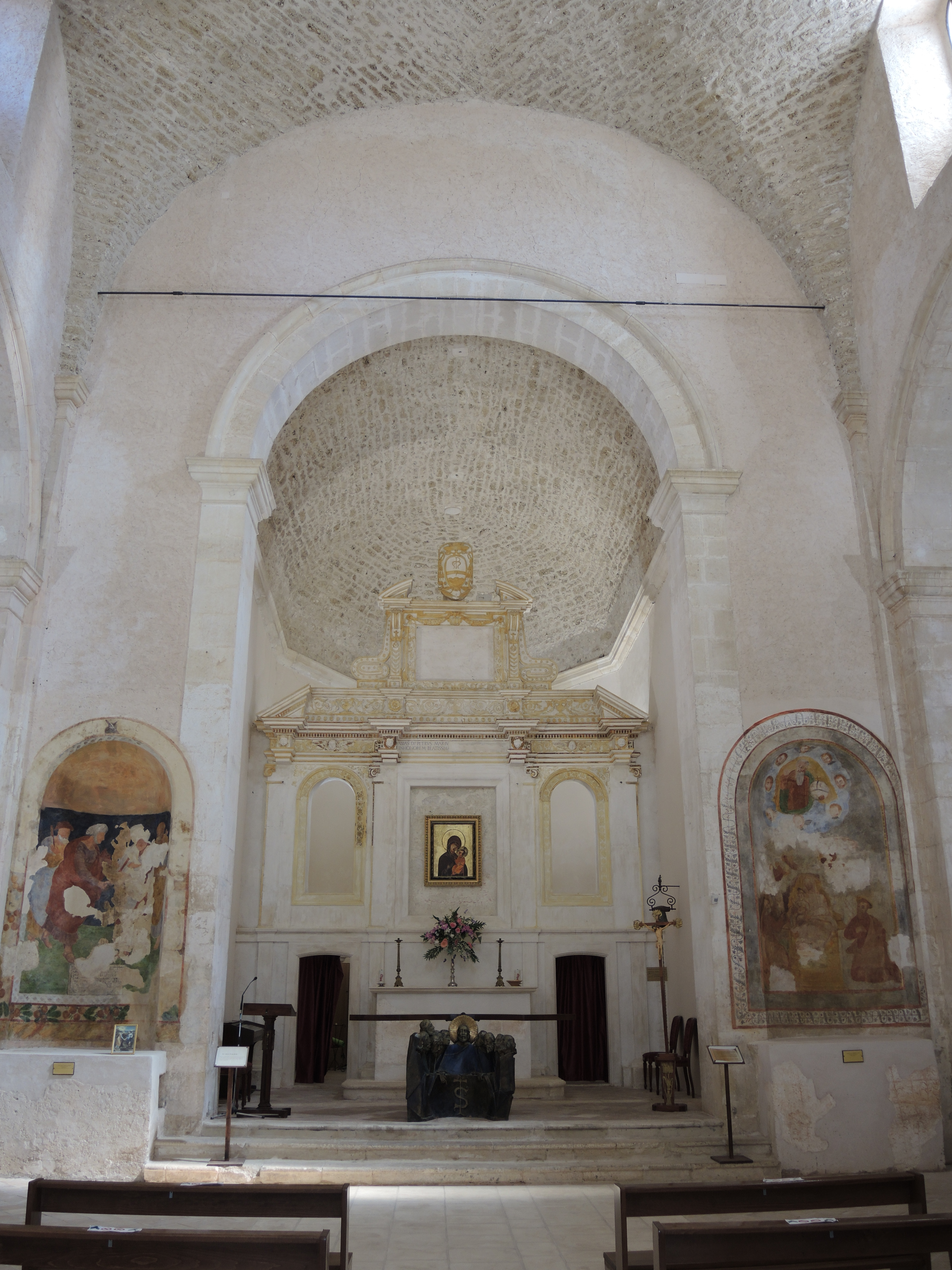
Interno

La pianta della chiesa è a croce latina, con un'unica navata e due cappelle laterali a formare i bracci del transetto.
L'altare in stile barocco è incorniciato da un grande arco trionfale.